# John M. Hamilton
John M. Hamilton (* 16. März 1855 in Weston, Lewis County, West Virginia; † 27. Dezember 1916 in Grantsville, West Virginia) war ein US-amerikanischer Politiker. Zwischen 1911 und 1913 vertrat er den vierten Wahlbezirk des Bundesstaates West Virginia im US-Repräsentantenhaus.

## Werdegang
John Hamilton besuchte die öffentlichen Schulen seiner Heimat. Im Jahr 1876 war er bei der Stadt Weston angestellt. Nach einem Jurastudium und seiner im Jahr 1877 erfolgten Zulassung als Rechtsanwalt begann Hamilton in Grantsville in seinem neuen Beruf zu arbeiten. In den Jahren 1881 bis 1887 war er in der Verwaltung des Senats von West Virginia angestellt. Hamilton war Mitglied der Demokratischen Partei und saß von 1887 bis 1888 im Abgeordnetenhaus von West Virginia. Bis 1890 war er bei der Verwaltung dieser Parlamentskammer tätig. Danach stieg Hamilton in das Bankgeschäft ein. Zwischen 1901 und 1916, also auch während seiner Abgeordnetenzeit im Kongress, war er Präsident der Calhoun County Bank.
1910 wurde Hamilton im vierten Distrikt von West Virginia in das US-Repräsentantenhaus in Washington, D.C. gewählt, wo er am 4. März 1911 die Nachfolge des Republikaners Harry C. Woodyard antrat. Da er aber bereits bei den folgenden Wahlen dem Republikaner Hunter Holmes Moss unterlag, konnte Hamilton bis zum 3. März 1913 nur eine Legislaturperiode im Repräsentantenhaus verbringen. Nach dem Ende seiner Zeit im Kongress arbeitete Hamilton wieder als Anwalt. Im Jahr 1914 bewarb er sich erfolglos um die Rückkehr in den Kongress. Im Calhoun County in West Virginia war er im High-School-Ausschuss. John Hamilton starb am 27. Dezember 1916 in Grantsville.